# Виджаяраджамаллика
Виджаяраджа Маллика (малаял. വിജയരാജമല്ലിക, имя при рождении Ману Джаякришнан (малаял. മനു ജയകൃഷ്ണൻ); род. в 1985 году в Мутуваре) — индийская транссексуальная социальная работница и поэтесса, пишущая на языке малаялам. В возрасте 32 лет сменила пол с мужского на женский.

## Биография
Ману Джаякришнан родился в 1985 году в деревне Мутувара округа Триссур штата Керала.
Отец его в юности был коммунистическим активистом, впоследствии работал на электроэнергетическую компанию KSEB, где дослужился до руководящей должности.
Мать была учительницей.
Получив среднее образование в одной из престижных школ города Триссур, Джаякришнан продолжил обучение в Каликутском университете и в 2005 году выпустился со степенью бакалавра искусств в области английской литературы и истории.
В 2009 году он получил степень магистра социальной работы в колледже общественных наук Раджагири и принялся работать по специальности, сотрудничая с разнообразными религиозными организациями.
В 2010-х годах он неоднократно организовывал мероприятия, направленные на повышение осведомлённости населения о раке груди и сопряжённые с показом фильмов с участием «Траванкорских сестёр» — трёх сестёр-актрис середины XX века, две из которых умерли от этой болезни.
Джаякришнан утверждал, что с подросткового возраста ощущал себя женщиной, но до 31 года был вынужден жить как мужчина, поскольку семья отказывалась его принять.
Однако после того, как семья захотела его женить, Джаякришнан почувствовал, что брак с женщиной выше его сил.
Чтобы не допустить этого, он съехал из родительского дома, начал одеваться как женщина и взял женское имя Виджаяраджа Маллика, а в 2017 году сделал операцию по смене пола и сменил документы.
При этом в ходе медицинских обследований выяснилось, что у него синдром Клайнфельтера — хромосомная аномалия, при которой мужчина имеет кариотип 47,XXY, а не 46,XY.
В 2019 году Виджаяраджа Маллика вышла замуж за программиста по имени Джашим.
Семья Джашима была категорически против их брака.

## Активизм
В качестве трансгендерной женщины Виджаяраджа Маллика продолжала заниматься социальной работой.
Так, в декабре 2016 года Маллика совместно с другими транс-активистами объявила об открытии в городе Кочин штата Керала школы-интерната на 10 мест под эгидой Национального института открытых школ.
Эта маленькая школа, директором которой стала Маллика, должна была позволить взрослым хиджрам (разнообразным представителям «третьего пола») возрастом от 25 до 50 лет закончить среднее образование, если они были вынуждены бросить обычную школу из-за травли.
Согласно плану, школа должна была готовить учеников к выпускным экзаменам, а также предоставлять дополнительные курсы и тренинги, например, шитья, агрономии, ораторского искусства и личностного роста.
Открытие школы было сопряжено с трудностями: владельцы подходящих помещений, услышав о том, кто будет жить и учиться в новом интернате, немедленно отказывали, думая, что это хитрая схема по поиску места для занятий проституцией.
На школу возлагались большие надежды, однако когда через год одно из новостных изданий, освещавших планы по её открытию, решило поинтересоваться её судьбой, выяснилось, что школа не проработала ни дня по причине отсутствия спроса; издание получило комментарий о том, что возможности для обучения у хиджра есть, в отличие от оплачиваемой работы.
Здание школы было передано монахиням Конгрегации Сестёр Матери Кармеля и по состоянию на декабрь 2017 года функционировало как общежитие для трансгендерных работников Кочинского метрополитена и других компаний.
После неудачи со школой Виджаяраджа Маллика работала в одной из юридических организаций города Триссур помощником юриста на общественных началах.

## Литературные работы
В 2017 году Маллика опубликовала сборник из 50 своих стихотворений под названием «Дочь бога» (малаял. ദൈവത്തിന്റെ മകൾ Дайваттинре макал). Он был включён в программу по литературе в Мадрасском университете, а отдельные стихотворения из него — в программы нескольких других университетов в Керале.
В 2019 году был опубликован ещё один сборник «Мужская река» (малаял. ആൺനദി Ан нади) из 60 стихов и автобиография «Цветение цветов» (малаял. മല്ലികാവസന്തം Малликавасантам). За автобиографию Маллика в 2019 году в числе других 11 лауреатов была награждена премией имени Свами Вивекананды для молодых талантов, присуждаемой управлением штата Керала по делам молодёжи.